# Futbol'nyj Klub Chimki 2017-2018
Questa voce raccoglie le informazioni riguardanti il Futbol'nyj Klub Chimki nelle competizioni ufficiali della stagione 2017-2018.

## Stagione
In PFN Ligi la squadra terminò al tredicesimo posto in classifica.
Il cammino in Coppa di Russia si interruppe al quarto turno.

## Rosa
| N. |                   | Ruolo | Calciatore                  |
| -- | ----------------- | ----- | --------------------------- |
| 1  | Russia (bandiera) | P     | Eduard Baychora             |
| 4  | Russia (bandiera) | D     | Aydar Lisinkov              |
| 5  | Russia (bandiera) | D     | Aleksej Alekseevič Šumskich |
| 6  | Russia (bandiera) | D     | Nikita Lapin                |
| 7  | Russia (bandiera) | C     | Maksim Batov                |
| 8  | Russia (bandiera) | C     | Maksim Yakovlev             |
| 9  | Russia (bandiera) | C     | Andrej Mostovoj             |
| 11 | Russia (bandiera) | A     | Ilya Kuzmichev              |
| 14 | Russia (bandiera) | D     | Nikolay Tyunin              |
| 17 | Russia (bandiera) | D     | Evgeni Alferov              |
| 18 | Russia (bandiera) | P     | Vjačeslav Alekseevič Isupov |
| 19 | Russia (bandiera) | C     | Denis Talalay               |
| 21 | Russia (bandiera) | C     | Vladimir Sokolov            |
| 22 | Russia (bandiera) | C     | Maksim Stogov               |

| N. |                   | Ruolo | Calciatore          |
| -- | ----------------- | ----- | ------------------- |
| 23 | Russia (bandiera) | C     | Batradz Kokoev      |
| 25 | Russia (bandiera) | D     | Diego Malania       |
| 27 | Russia (bandiera) | D     | Kirill Zaika        |
| 35 | Russia (bandiera) | P     | Dmitri Zornikov     |
| 37 | Russia (bandiera) | A     | Fedor Dvornikov     |
| 44 | Russia (bandiera) | A     | Maksim Pichugin     |
| 45 | Russia (bandiera) | C     | Evgeni Goryachev    |
| 55 | Russia (bandiera) | C     | Mutalip Alibekov    |
| 66 | Russia (bandiera) | C     | Aleksey Samylin     |
| 70 | Russia (bandiera) | C     | Mikhail Petrusev    |
| 77 | Russia (bandiera) | C     | Ivan Belikov        |
| 90 | Russia (bandiera) | C     | Andrey Titov        |
| 98 | Russia (bandiera) | C     | Kamran Aliev        |
| 99 | Russia (bandiera) | A     | Aleksandr Radchenko |

## Risultati

### Campionato
| Chimki 8 luglio 2017 1ª giornata | Chimki | 3 – 0 referto | Rotor | Stadio Novye Chimki |

| Krasnodar 15 luglio 2017 2ª giornata | Kuban' | 0 – 1 referto | Chimki | Stadio Kuban' |

| Chimki 22 luglio 2017 3ª giornata | Chimki | 2 – 0 referto | Luč-Ėnergija | Stadio Novye Chimki |

| Dzeržinsk 26 luglio 2017 4ª giornata | Olimpiec N.N. | 1 – 0 referto | Chimki | Stadio Chimik |

| Chimki 30 luglio 2017 5ª giornata | Chimki | 0 – 2 referto | Kryl'ja Sovetov Samara | Stadio Novye Chimki |

| Tomsk 5 agosto 2017 6ª giornata | Tom' Tomsk | 2 – 1 referto | Chimki | Trud Stadium |

| Chimki 9 agosto 2017 7ª giornata | Chimki | 1 – 1 referto | Avangard Kursk | Stadio Novye Chimki |

| Chimki 13 agosto 2017 8ª giornata | Chimki | 0 – 1 referto | Volgar' Astrachan' | Stadio Novye Chimki |

| Chimki 19 agosto 2017 9ª giornata | Chimki | 0 – 3 referto | Šinnik | Stadio Novye Chimki |

| Chimki 27 agosto 2017 10ª giornata | Chimki | 0 – 1 referto | Dinamo San Pietroburgo | Stadio Novye Chimki |

| Tjumen' 2 settembre 2017 11ª giornata | Tjumen' | 2 – 2 referto | Chimki | Stadio Geolog |

| Chimki 6 settembre 2017 12ª giornata | Chimki | 0 – 1 referto | Sibir' | Stadio Novye Chimki |

| Orenburg 10 settembre 2017 13ª giornata | Orenburg | 5 – 2 referto | Chimki | Stadio Gazovik |

| Chimki 16 settembre 2017 14ª giornata | Chimki | 1 – 1 referto | Tambov | Stadio Novye Chimki |

| Mosca 24 settembre 2017 15ª giornata | Spartak-2 Mosca | 0 – 1 referto | Chimki |  |

| Chimki 30 settembre 2017 16ª giornata | Chimki | 1 – 0 referto | Baltika | Stadio Novye Chimki |

| Krasnojarsk 7 ottobre 2017 17ª giornata | Enisej | 4 – 1 referto | Chimki | Stadio Centrale |

| Chimki 14 ottobre 2017 18ª giornata | Chimki | 1 – 1 referto | Zenit-2 | Stadio Novye Chimki |

| Voronež 21 ottobre 2017 19ª giornata | Fakel Voronež | 0 – 1 referto | Chimki | Stadio Centrale |

| Chimki 28 ottobre 2017 20ª giornata | Chimki | 2 – 1 referto | Kuban' | Stadio Novye Chimki |

| Vladivostok 4 novembre 2017 21ª giornata | Luč-Ėnergija | 1 – 1 referto | Chimki | Stadio Dinamo |

| Chimki 8 novembre 2017 22ª giornata | Chimki | 0 – 2 referto | Olimpiec N.N. | Stadio Novye Chimki |

| Samara 12 novembre 2017 23ª giornata | Kryl'ja Sovetov Samara | 2 – 0 referto | Chimki | Stadio Metallurg |

| Chimki 18 novembre 2017 24ª giornata | Chimki | 3 – 1 referto | Tom' Tomsk | Stadio Novye Chimki |

| Kursk 25 novembre 2017 25ª giornata | Avangard Kursk | 0 – 0 referto | Chimki |  |

| Astrachan' 4 marzo 2018 26ª giornata | Volgar' Astrachan' | 0 – 2 referto | Chimki | Stadio Centrale |

| Jaroslavl' 10 marzo 2018 27ª giornata | Šinnik | 2 – 0 referto | Chimki | Stadio Šinnik |

| San Pietroburgo 16 marzo 2018 28ª giornata | Dinamo San Pietroburgo | 2 – 1 referto | Chimki | Stadio SK Petrovskij |

| Chimki 24 marzo 2018 29ª giornata | Chimki | 1 – 0 referto | Tjumen' | Stadio Novye Chimki |

| Novosibirsk 31 marzo 2018 30ª giornata | Sibir' | 2 – 0 referto | Chimki |  |

| Chimki 7 aprile 2018 31ª giornata | Chimki | 0 – 1 referto | Orenburg | Stadio Novye Chimki |

| Tambov 11 aprile 2018 32ª giornata | Tambov | 2 – 0 referto | Chimki |  |

| Chimki 16 aprile 2018 33ª giornata | Chimki | 1 – 0 referto | Spartak-2 Mosca | Stadio Novye Chimki |

| Kaliningrad 21 aprile 2018 34ª giornata | Baltika | 0 – 0 referto | Chimki |  |

| Chimki 28 aprile 2018 35ª giornata | Chimki | 2 – 1 referto | Enisej | Stadio Novye Chimki |

| San Pietroburgo 2 maggio 2018 36ª giornata | Zenit-2 | 1 – 0 referto | Chimki | Stadio SK Petrovskij |

| Chimki 6 maggio 2018 37ª giornata | Chimki | 1 – 3 referto | Fakel Voronež | Stadio Novye Chimki |

| Volgograd 12 maggio 2018 38ª giornata | Rotor | 3 – 1 referto | Chimki |  |

### Coppa di Russia
| Chimki 23 agosto 2017 Quarto turno | Chimki | 0 – 2 referto | Šinnik | Stadio Novye Chimki |